# Quebrangulo
Quebrangulo é um município brasileiro do estado de Alagoas. Sua população estimada em 2007 era de 11.289 habitantes. Situa-se na parte norte de Alagoas, faz parte da Microrregião de Palmeira dos Índios, antigamente denominada de "Zona da Mata" e hoje parte do agreste alagoano.
Ocupa uma área territorial de 342 km² e dista da capital, por estrada de rodagem, 115 quilômetros e por estrada de ferro 135 quilômetros.
Seu clima é quente e seco no verão e bastante frio (para os padrões nordestinos) no inverno, sendo propício para veraneios e repousos. A temperatura máxima é de 35 °C e a mínima de 14 °C. De maio a agosto é a época chuvosa e fria, a estiagem, é de outubro a março.

## Acidentes geográficos
Seu principal acidente geográfico é o rio Paraíba do Meio, que nasce em Bom Conselho (PE) e corta o município, possuindo 30 quilômetros. O rio Caçambinhas, que nasce em Quebrangulo e banha a sede do município, tendo o curso de 11 quilômetros, até sua foz em Viçosa. De menor importância, são os riachos Dobrão, Seco, Caçambinha, Bálsamo e Lunga.
O município se destaca por está aos pés de imponentes serras, dentre elas as mais importantes do município são as Guaribas, na parte norte com 882 metros; Chorador com 730 metros, nas suas encostas estão as nascentes dos riachos Dobrão e Seco, Cajueiro, com 895 metros, que é a mais alta e dista 20 quilômetros da sede municipal. Uma curiosidade sobre a geografia de Quebrangulo é que o Planalto da Borborema começa em seu território, mais precisamente na serra do Urubu.

## Povoados
Possui o município vários povoados que são: Dois Braços, com 30 prédios e 150 habitantes; Rua Nova, possuindo 371 casas e 1855 moradores; São Francisco com 100 prédios e 500 habitantes.

## Economia
Quebrangulo situa-se na "zona da pecuária", seu criatório de gado bovino é grandioso, servindo inclusive para exportar carne para a capital e estados vizinhos.
O município já foi grande produtor de algodão, café, mandioca, banana, feijão e milho, que são vendidos geralmente na sede municipal, em regiões vizinhos e na capital do Estado.

## Transportes e comunicações
Para se ter acesso ao município, conta o quebrangulense com duas empresas de ônibus. A antiga Rede Ferroviária Federal S/A, que fazia a linha Maceió – Porto Real do Colégio via Quebrangulo, está desativada, mas ainda hoje mantém o transporte por trem de carga, uma vez por semana.
As estradas que fazem acesso ao município são: rodovia AL-210, trecho Palmeira dos Índios – Quebrangulo, de nome Rodovia Graciliano Ramos, asfaltada, foi construída no governo Guilherme Palmeira e inaugurada no dia 2 de dezembro de 1979. O trecho Serra do Muro – Quebrangulo possui 22,48 quilômetros. A rodovia AL 210, asfaltada que cobre o trecho Quebrangulo – Paulo Jacinto, foi construída nos governos José de Medeiros Tavares - Divaldo Suruagy, e inaugurada em outubro de 1986. A terceira estrada é o trecho Quebrangulo – Bom Conselho, é uma estrada vicinal, não asfaltada.

## Aspectos gerais
Os prédios em geral são modernos e simples, contando ainda com algumas casas antigas.
Ao visitante, o que mais impressiona são as igrejas: a da Matriz do Senhor Bom Jesus dos Pobres, domina todo o centro da cidade e a Igreja do Rosário situada num alto, onde se pode ter uma visão quase geral da cidade.
Quebrangulo é toda entrecortada por pontes sobre os rios Paraíba do Meio e o Quebrangulinho, o que dão um aspecto agradável a todos que a visitam. Por possuir várias pontes cortando o centro do município, denominaram-na de "Veneza Alagoana".
A cidade não foi planejada quando começou a ser povoada, mas os aspectos das ruas são quase retilíneos e simétricos; dir-se-ia que fora edificado obedecendo a uma certa ordem estética. Fato digno de registro é que as ruas seguem direção em forma de cruz, o que faz lembrar o sentimento de religiosidade do povo do município.